# Rastrillos
Rastrillos también conocidos como Los Rastrillos, son un grupo de reggae mexicano, originario de la Ciudad de México, que nació en 1989 como una banda underground de reggae. Reconocida por ser la principal representante del movimiento reggae mexicano.
El 8 de abril de 2024, Gerardo Pimentel Zopi falleció a causa de la leucemia mieloide.

## Discografía
- Revolución Latinoamericana (1992)
- 4 Vientos (1998)
- Códigos del Alma (2000)
- Se acabó El Reve  (2005)
- Luces (2013)
- 30 Años Volumen 1 (2019)
- 30 Años Volumen 2 (2021)

### Compilaciones
- En vivo Canadá 2007  (2008)